# Lopak Alai
Lopak Alai is een bestuurslaag in het regentschap Muaro Jambi van de provincie Jambi, Indonesië. Lopak Alai telt 906 inwoners (volkstelling 2010).